# Остафьево (усадьба)
Оста́фьево — бывшая загородная усадьба Вяземских-Шереметевых в Москве районе Щербинка. Построена в конце XVIII века при князе Андрее Вяземском, предположительно по проекту зодчего Ивана Старова. 
Усадьба была литературным центром Москвы, где собирались ключевые фигуры Золотого века русской поэзии. С 1899 года в усадьбе работал пушкинский музей, ликвидированный в 1930-е годы. В 1988 году усадьба получила статус федерального музея. В 1995 году включена в перечень объектов исторического и культурного наследия федерального значения. С 1991 года директором усадьбы был Анатолий Коршиков, который в 2017 году был отмечен советом Новой Пушкинской премии и получил диплом «За служение истории российской словесности»; с 2018 года — советник директора музея-усадьбы, скончался 20 октября 2020 года.

## История

### Княжеское владение

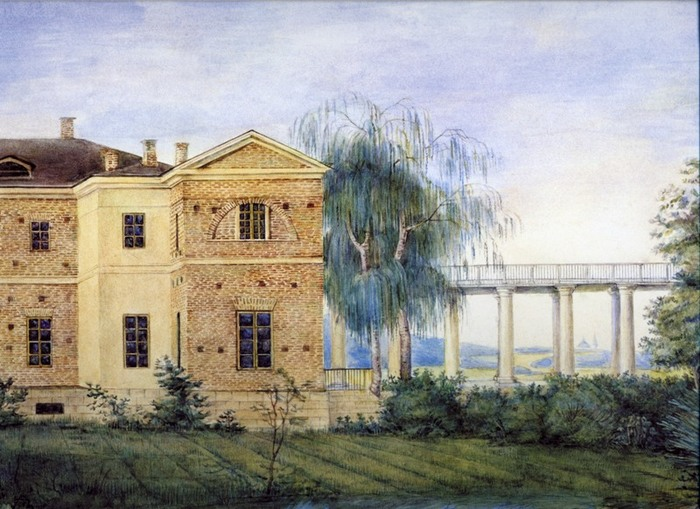
Иосиф-Евстафий Вивьен де Шатобрен «Усадьба Остафьево», 1817 год

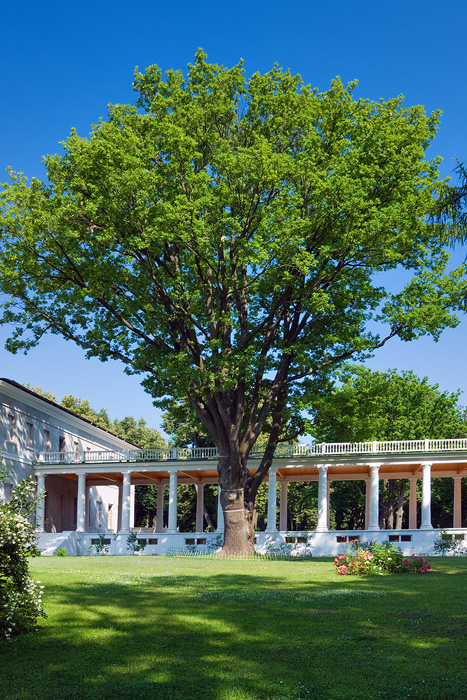
Карамзинский дуб, 2009 год

Место, где сейчас находится усадьба Остафьево, впервые упоминается в 1340 году в духовной грамоте Ивана Калиты. В XVII веке село носило название «Климово, Нечаево тож». В то время эти земли принадлежали Прокопию Ляпунову, который и основал усадьбу. Во второй половине XVII века её владельцем был князь Николай Львов и его наследники, в начале XVIII века — граф Пётр Апраксин, затем — князь Яков Алексеевич Голицын.
Название села происходит от фамилии помещика, полуголовы московских стрельцов, владельца окрестных сел Родиона Григорьева Остафьева. В переписных книгах 1704 года и более ранних годов ему принадлежало соседнее сельцо Рязанов. 
В 1751 году имение выкупил купец Кузьма Матвеевич Матвеев. На рубеже 1750—1760-х годов он отстраивал Остафьево, созданный им ансамбль строений определил главные черты пространственной структуры композиции будущей усадьбы, которая была перестроена следующим владельцем Андреем Вяземским. Он снёс все старые постройки и на месте каменного дома построил дворец с флигелями. При нём в Остафьево гостили Иван Дмитриев, Василий Жуковский, Василий Пушкин. Двенадцать лет — с 1804 по 1815 год — в Остафьеве жил и работал Николай Михайлович Карамзин, женатый на старшей дочери Андрея Вяземского. Для него был построен отдельный флигель, где были написаны первые восемь томов «Истории государства Российского».

Остафьево достопамятно для моего сердца: мы там наслаждались всею приятностию жизни, немало и грустили; там текли средние, едва ли не лучшие лета моего века, посвящённые семейству, трудам и чувствам общего доброжелательства, в тишине страстей мятежных.
— Николай Карамзин
В настоящее время на месте флигеля установлен памятный знак в виде восьми бронзовых книг, а перед домом растут два «карамзинских дуба», посаженные во второй половине XIX века.
Усадьба вошла в историю русской аэронавтики: 2 октября 1803 года на её территории приземлились Прасковья Юрьевна Гагарина — первая русская женщина, совершившая полёт на воздушном шаре, и Андре Жак Гарнерен. Остатки шара после полёта долгое время хранились в Остафьево.
В апреле 1807 года после смерти Андрея Вяземского владельцем имения стал его сын Пётр Вяземский, при котором Остафьево стало одним из символов культурной жизни России. Он был поэтом и другом Александра Пушкина. Пётр Вяземский посвятил родной усадьбе множество стихотворений, среди которых «Деревня» (1817), «Родительский дом» (1830), «Сельская церковь» (1856), «Приветствую тебя, в минувшем молодея…» (1857), «Нет, не видать уж мне Остафьевский мой дом…» (1863). В его доме проходили собрания литературного общества «Арзамас», членами которого были Александр Пушкин, Константин Батюшков, Денис Давыдов и многие другие литераторы и общественные деятели. В память о Пушкине Вяземский сохранил вещи друга: жилет, перчатку, трость, букет под стеклянным колпаком, собранный им в Остафьево. Неоднократно посещал усадьбу Александр Грибоедов: играл на сцене домашнего театра Вяземских, читал «Горе от ума». В 1849 году Остафьево посетил Николай Гоголь.

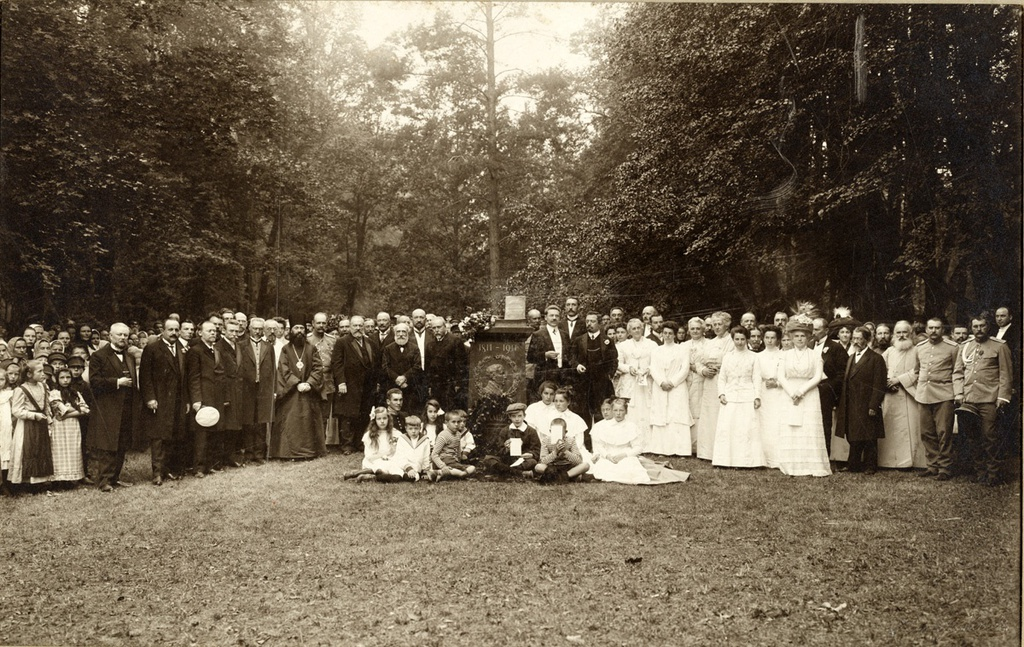
Остафьево. Открытие памятника Н.М. Карамзину. 1911 г.

В 1865 году усадьба перешла сыну Петра Вяземского — Павлу, который также был литератором. Князь коллекционировал собрания живописи, графики, прикладного искусства. Он обставил в средневековом вкусе Готический зал усадьбы, где были выставлены «ранние доски» — картины средневековых немецких художников, привезённые им из Германии. Основная часть художественного собрания Вяземского в настоящее время принадлежит московскому Пушкинскому музею.
После смерти князя в 1888 году имение унаследовал его сын Пётр, который жил в Петербурге и практически не приезжал в Остафьево. Через десять лет он продал усадьбу мужу своей сестры Екатерины Павловны — графу Сергею Дмитриевичу Шереметеву.
Шереметев стремился сохранить для потомков дворянскую культуру. В 1899 году, к столетию со дня рождения Пушкина, он превратил усадьбу в общедоступный пушкинский музей. В 1911 году по проекту Николая Панова Сергей Шереметев установил в парке памятник Николаю Карамзину, а в 1913 году — Александру Пушкину, Петру Вяземскому, Василию Жуковскому и Павлу Вяземскому.

### Советское время
После октября 1917 года усадьбу национализировали, но музей сохранили. Его директором и хранителем стал граф Павел Шереметев. В марте 1918 года на музей была выдана охранная грамота. 23 марта 1923 года усадьбу Остафьево признали неприкосновенным памятником «садово-парковой культуры Музейно-академического значения». В 1927 году за дворянское происхождение Павла Шереметева сняли с должности заведующего музеем. До 1929 года он проживал с семьёй в Остафьево, затем был выселен. 6 марта 1930 года музей был ликвидирован, в результате чего большинство произведений искусства и Остафьевский архив, который издавался с XIX века, были распределены по различным музеям и частично распроданы. Неизданные документы из Остафьевского архива находятся в распоряжении Российской национальной библиотеки в Петербурге.
После ликвидации музея усадьба переходила в ведомство различных учреждений: во время Великой Отечественной войны в усадьбе работал военный госпиталь, а с 1947 года располагался дом отдыха Совета министров СССР. Здесь останавливались и работали писатели Илья Ильф, Евгений Петров, Самуил Маршак.
В 1950-е годы облик усадьбы подвергся значительным изменениям: была полностью обновлена планировка дома, пристроена каменная балюстрада, застеклены колоннады, утрачены многие оригинальные детали композиции остафьевского парка.
5 декабря 1988 года усадьба Вяземских—Шереметевых вновь приобрела статус музея. Для музеефикации и воссоздания интерьеров дома работал фонд воспроизведения усадебных предметов, письменных и изобразительных материалов по истории усадьбы, хранящихся в других музеях и архивах. В феврале 1995 года указом президента России музей-усадьба «Остафьево» — «Русский Парнас» была включена в перечень объектов исторического и культурного наследия федерального значения, а в 1996 году зарегистрирована во Всероссийском реестре музеев.

## Архитектурные особенности

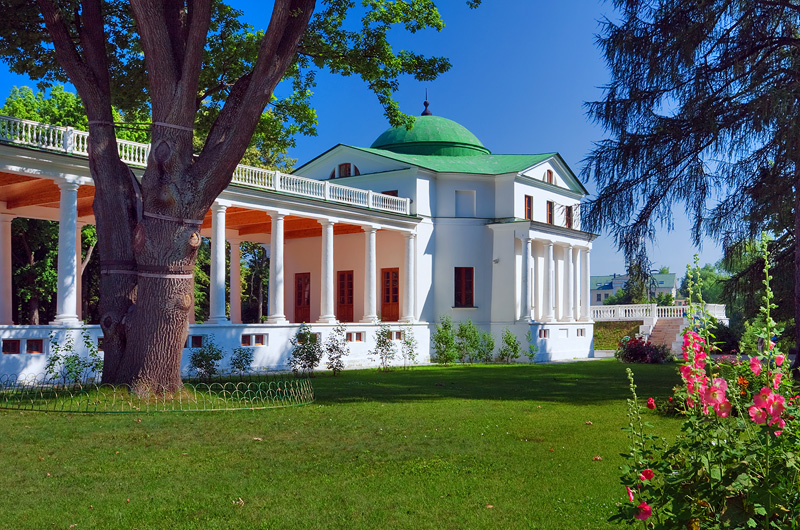
Боковой флигель с колоннадой, 2009 год

### Усадебный комплекс
Усадьба Остафьево была построена на рубеже XVIII—XIX веков князем Андреем Вяземским предположительно по проекту зодчего Ивана Старова. На участке был возведён двухэтажный дворец с двумя флигелями в стиле классицизма, соединённые открытой колоннадной галереей. Главным элементом фасада усадебного дома является шестиколонный портик коринфского ордера, который завершается треугольным фронтоном. Он также был украшен бельведером, который позднее разобрали (воссоздан в 2012 году). При постройке комплекса был также разбит пруд и липовая аллея. Каждое поколение владельцев дома вносило незначительные изменения в планировку, но в целом она оставалась неизменной до середины 50-х годов XX века, когда здание капитально перестроили.
В настоящее время комплекс музея состоит из главного дома с двумя флигелями и парком площадью 21 га с хвойной и берёзовой рощей, липовой аллеей, прудом, памятниками Николаю Карамзину, Павлу и Петру Вяземским, Александру Пушкину и Василию Жуковскому. По данным «OpenEconomy», музей посещают более ста тысяч человек в год.

### Интерьеры дома
Овальный зал и вестибюль

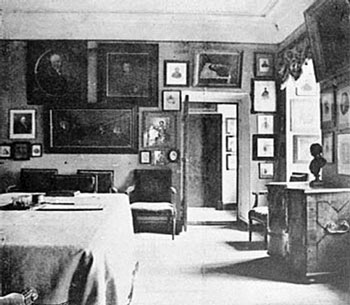
Кабинет Карамзина, 1910 год

Композиционным центром дома являются вестибюль и овальный зал. Зал предназначался для приёмов. Торжественность ему придавали шестнадцать коринфских полуколонн из искусственного мрамора, стены украшал декоративный фриз с изображением мифических существ и животных. С южной стороны над входом находилась ниша с хорами для оркестра. В 80-е годы XIX века Вяземский вместе с художником из Италии Сан-Джованни расписал плафон овального зала изображениями родных и знакомых, одетых в маскарадные костюмы. К овальному залу примыкала Парадная столовая, где сейчас размещается экспозиция, посвящённая Андрею Вяземскому. В зале стоят столики екатерининского времени и мебель стиля Людовика XV: стулья, банкетки, кресла.
В вестибюле были представлены экспонаты искусства XV-XVI веков, памятники ранне-немецкой пластики XV—XVI веков, 90 картин старо-немецких и нидерландских мастеров и полотно неизвестного художника XVII века «Христос у Марфы и Марии». Помимо этого, здесь хранились гравюры Альбрехта Дюрера и рукописи на пергаменте.
Библиотеки
На первом этаже дома располагались три библиотеки: Андрея Ивановича, Петра Андреевича и Павла Петровича Вяземских. В кабинете основателя усадьбы стояли высокие книжные шкафы, кресло-кровать, круглый стол и стулья из красного дерева, на стенах висели портреты императоров и государственных деятелей России. На камине из жёлтого мрамора стояли часы французского мастера Тома, на книжных шкафах — бюсты Лафонтена, Мольера. Библиотека Андрея Вяземского содержала богатейшее собрание книг в кожаных переплётах XVIII века по разным отраслям знания, произведения Руссо, Вольтера и других популярных авторов, а также книги, принадлежавшие его отцу, Ивану Андреевичу Вяземскому и деду по линии матери, князю Долгорукому.
Библиотека Петра Андреевича Вяземского насчитывала 5 тысяч томов сочинений поэтов и писателей пушкинской поры, большое количество журналов и альманахов, которые хранились в шкафах с витринами. В его кабинете стоял письменный стол, диван 1870-х годов с вышивкой его жены Веры Фёдоровны Вяземской, на стенах висели портреты семьи.
В библиотеке Павла Петровича Вяземского, где устраивались домашние спектакли, были собраны книжные раритеты: инкунабулы, альдины, эльзевиры, рукописи жития XVI—XVIII веков. В ней также хранилось 10 тысяч гравюр второй половины XV — начала XVI века с религиозными сюжетами и гравюры XVIII века. Библиотека князя была обставлена высокими шкафами из красного дерева со шкафчиками внизу, стены украшали портреты государей, учёных и деятелей французской революции.
Гостиная
Гостиную украшали пятьдесят полотен итальянских художников разных эпох, мраморные бюсты императоров Клавдия и Нерона и барельефы Геннинга с произведений Рафаэля. Убранство гостиной составляли ларец-кабинет XVII века с пластинами из моржовой кости и ящичками, украшенными расписными эмалевыми вставками с библейскими сценами, два шкафчика, бюро из красного дерева, резные геридоны и изделия из бронзы, венецианское зеркало начала XVIII века.
Большая столовая
В Большой столовой стояли два монастырских шкафа XVII века с фигурами Богоматери и святых и сценами из Священного Писания. С ними сочетались старо-немецкие стулья, канделябры и стены, увешанные оружием разных народов. На шкафах хранились изделия из фарфора, хрустальные стаканы с росписью XVIII века, посуда из фаянса и глины ручной работы. Столовую украшала коллекция художественного металла, состоящая из двух медных блюд 1573 года с чеканным изображением Адама и Евы, подноса 1660 года, ступки 1695 года, персидских павлинов, самоваров, а также серебряных кубков и кружек начала XVIII века
Комнаты второго этажа
На втором этаже находились музейные и жилые комнаты. Сохранилось описание жилых комнат с 1889 года: они были с низкими потолками и широкими подоконниками, на стенах висели портреты мыслителей и писателей. В жилых комнатах преимущественно стояла мебель времён Николая I и старая остафьевская. В карамзинской комнате хранились реликвии Александра Пушкина: стол, камышовая трость, жилет, перчатка и его чугунный бюст. В комнате Андрея Ивановича Вяземского была симметрично расставлена мебель и развешаны гравюры французских и английских мастеров. В «образной» хранились произведения древнерусского искусства, собранные его внуком Павлом Петровичем, предметы крестьянского быта, издания Общества любителей древней письменности, основанного в 1877 году. В одной из верхних комнат Павел Вяземский собрал произведения русской живописи: эскизы Владимира Боровиковского «Св. Георгий» и «Неразумные девы», эскиз к картине «Покорение Казани» Карла Брюллова и др. В комнате Марии Аркадьевны Вяземской, жены Павла Вяземского, висели семейные портреты, стояли диван, столик и шкаф, кровать и комод с канделябром.

### Достопримечательности парка
Памятник Петру Вяземскому

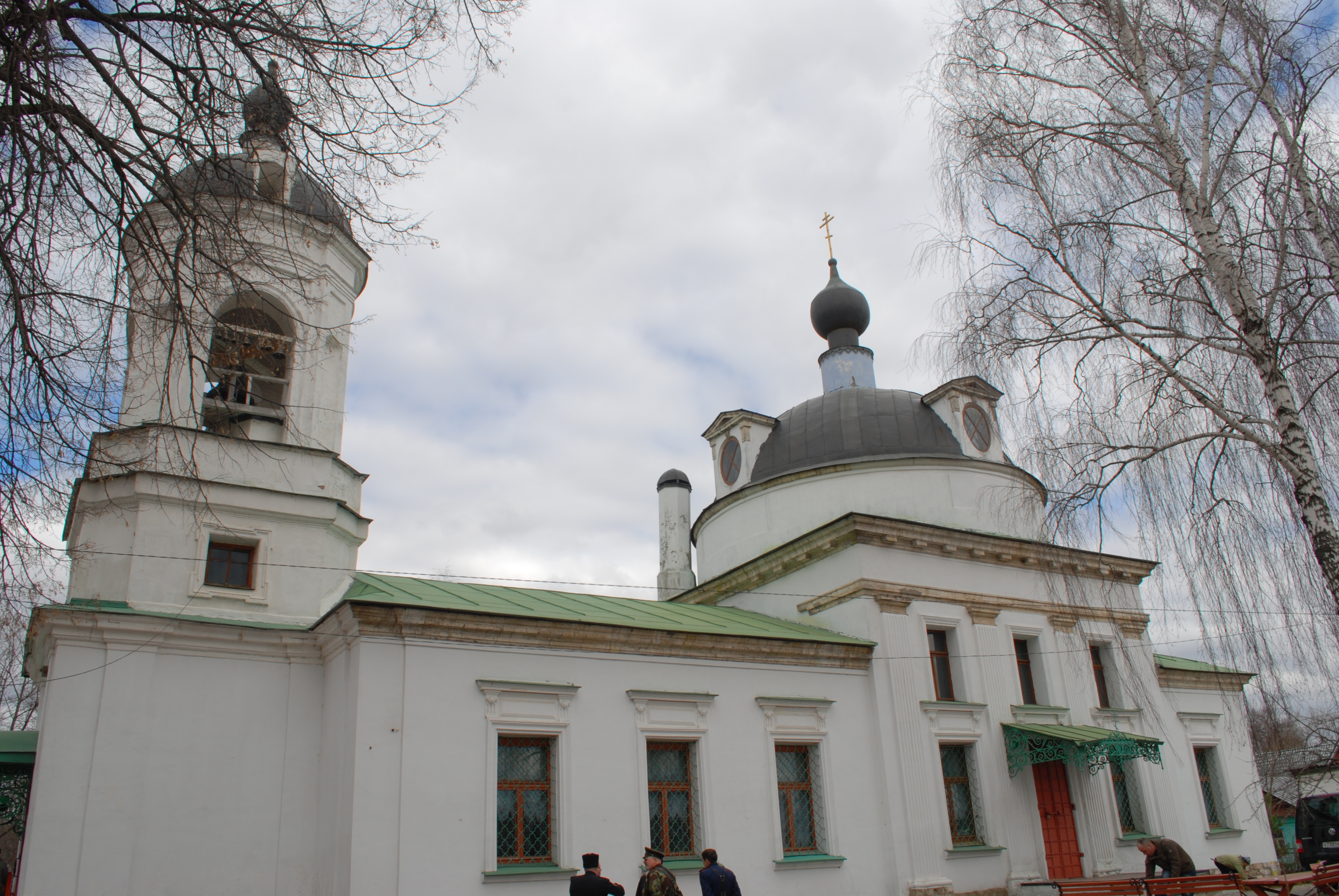
Троицкая церковь, 2013 год

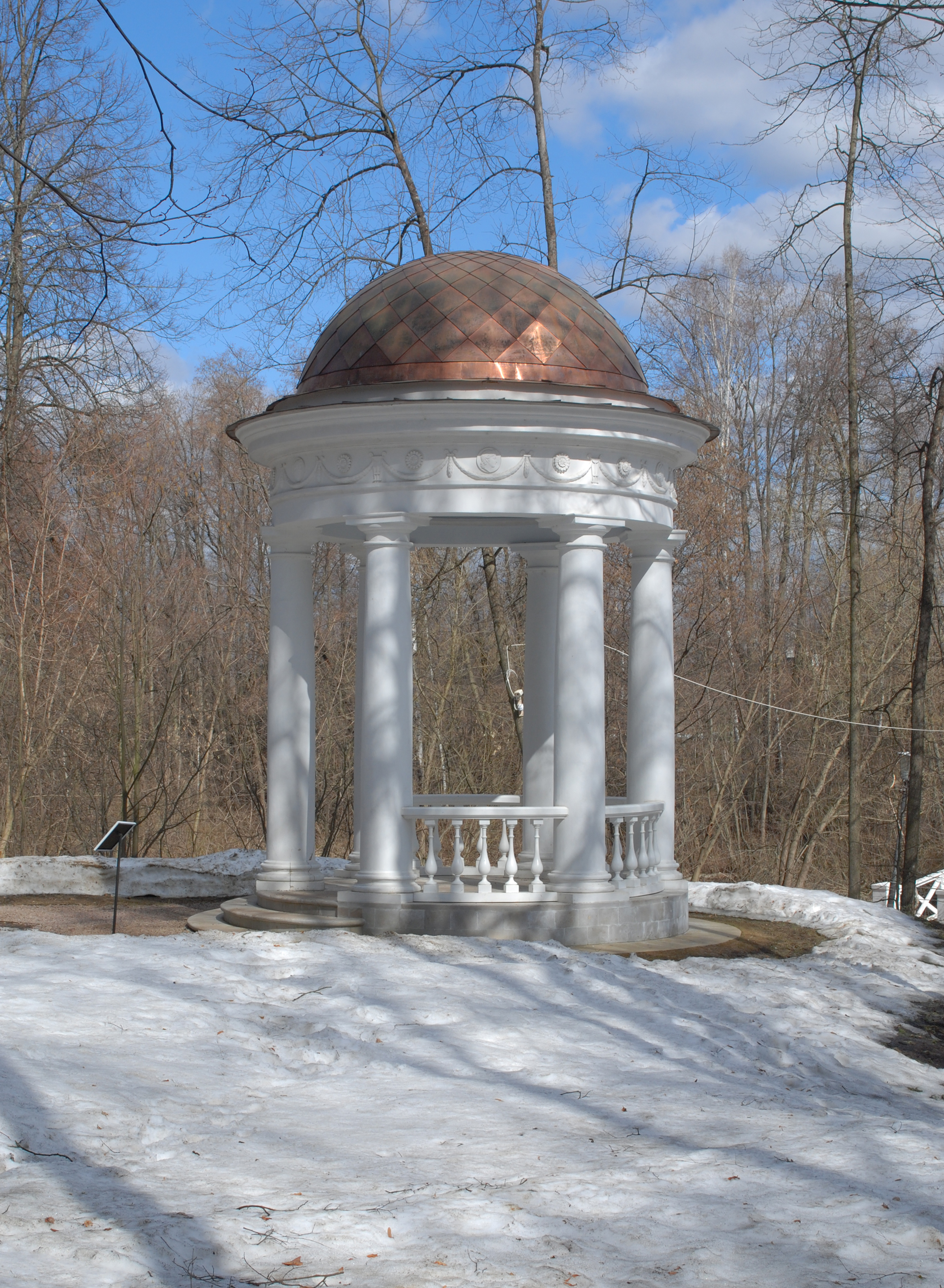
Беседка, 2013 год

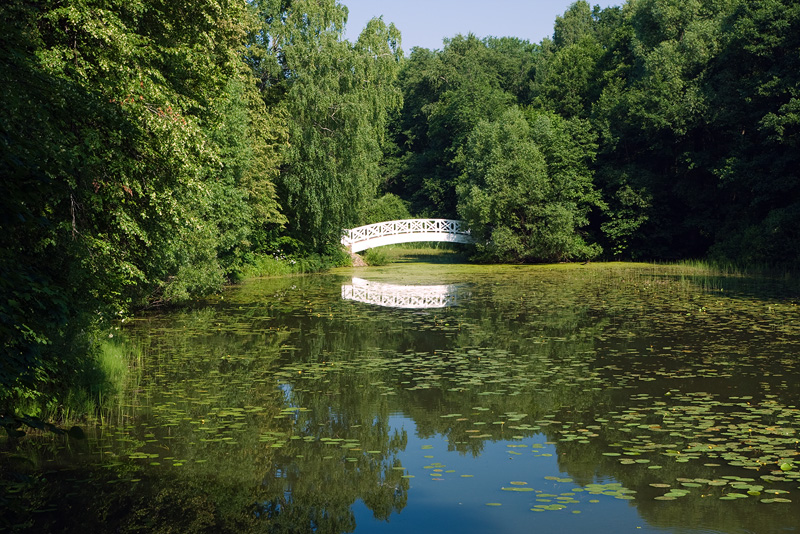
Горбатый мостик и Большой пруд, 2009 год

Памятник поэту и владельцу усадьбы был открыт Сергеем Дмитриевичем Шереметевым в 1913 году. Бронзовый бюст выполнен с портрета князя, созданного супругой принца Ольденбурского Терезией. Памятник был отлит под руководством Николая Захаровича Панова в мастерской Гвидо Нелли; на боковых гранях основания выбиты строки из стихотворения «Остафьево» Петра Андреевича.
Памятник Николаю Карамзину
Памятник Карамзину авторства Николая Захаровича Панова открыт в 1911 году (при Сергее Дмитриевиче) к 100-летию меморандума «Записка о древней и новой России». На пьедестале установлена бронзовая композиция из свитка и чернильницы с пером и семи томов «Истории государства Российского». На лицевой грани изображён портрет историка, на задней — строки из письма Карамзина Николаю Кривцову.
Памятник Александру Пушкину
Открыт в 1913 году. Памятник выполнен по проекту Николая Панова. Бронзовая фигура отлита на фабрике «А.Моранъ» в Петербурге с гипсового оригинала, который сделал Александр Михайлович Опекушин. На лицевой грани установлен барельеф с изображением Пушкина, сидящего в Овальном зале, на боковых гранях — строки из его произведений. Памятник отреставрировали в 1999 году.
Памятник Василию Жуковскому
Памятник Жуковскому (автор — Николай Панов) также открыл Шереметев в 1913 году. Это—обелиск из серого гранита на постаменте в виде усечённой пирамиды. Бронзовые элементы памятника отлиты в мастерской Гвидо Нелли. Изображение поэта выполнено с оригинала портрета кисти художника Франца Крюгера. Пьедестал украшают строки из стихотворения «Царскосельский лебедь» Василия Жуковского..
Памятник Павлу Вяземскому
Бронзовый памятник по проекту Николая Панова, тоже отлитый в мастерской Нелли, установили в 1914 году. На пьедестале изображены факелы и герб князей Вяземских.
Храм Святой Троицы
Храм построен в 1781 году Анной Григорьевной — вдовой Козьмы Матвеева, освящён в 1782-м. Выполнен в стиле раннего классицизма, Сложен из красного кирпича с белокаменными элементами декора и увенчан куполом с четырьмя люкарнами. У входа находились могилы малолетних сыновей Петра Андреевича. Вяземские жертвовали для храма деньги, иконы, кресты, платили жалованье церковнослужителям. По инициативе графа Шереметева при храме был организован хор мальчиков. В церкви хранились иконы Св. Великомученицы Екатерины, а также Св. Петра и Павла, пожертвованная Дмитрием Столыпиным.
В 1930-е годы храм был разорён. Пропали главы с крестами, колокола, были утрачены внутреннее убранство и росписи. Помещение в разное время использовалось под столовую, рабочие цеха местного промкомбината, даже пионерлагерь. В 1991 году церковь передали РПЦ и назначили настоятелем священника Михаила Василенко. В настоящее время музей помогает в реставрации и поддержании церкви.
Беседка «Храм Аполлона» и Горбатый мостик
Беседку выполнил Фома Мельников для Петра Андреевича Вяземского в начале XIX века. Она стоит на берегу Большого пруда и составляет единую композицию с мостиком, который расположен в его верховье рядом с северной границей усадебного парка. Мостик несколько раз перестраивали. Он был утрачен к 1950-м годам и воссоздан в соответствии с историческими планами в 1999 году.
Марсово поле
Марсово поле — открытая овальная поляна, самая южная из каскада полян, которые должны были спускаться с севера на юг усадьбы по западной границе. Его создание связано с 10-летием Отечественной войны 1812 года, участником которой был Петр Андреевич Вяземский. В советское время эта часть парка заросла деревьями. При реставрации поле было воссоздано в исторических объёмах.
Липовая аллея
Липовая аллея — старейший элемент усадебного ансамбля. На плане имения 1805 года изображены уже посаженные и подросшие деревья, которые кронами образуют коридор. Во второй половине XIX века Павел Вяземский удлинил её на треть; деревьям в этой части 130—140 лет. Аллею также называют «Русским Парнасом». По преданию, её так прозвал Александр Пушкин. Однако Т. Н. Смирнова считает, что название придумали Павел Шереметев и Алексей Греч, чтобы увеличить значимость усадьбы в глазах советской власти.
Сосновый бор
Бор был заложен в 1905 году графом Сергеем Дмитриевичем Шереметевым. Его площадь составляет 2,61 га и насчитывает 870 деревьев — хвойных (ель европейская, пихта сибирская и другие) и лиственных пород (дуб черешчатый, клён остролистный). На территории также высажены кустарники для гнездования птиц. Реставрация планировки насаждений проводилась в 2011—2012 годах ландшафтной мастерской «Русский сад» имени Валентины Агальцовой.
Роща кенконс

В усадьбе роща была высажена в начале XIX века при Вяземских, она связывает между собой регулярную и пейзажную части парка. По словам специалистов, в советские годы её забросили. Вновь восстановить удалось лишь в 2004 году. Сейчас здесь высажена 121 мелколиственная липа, а под деревьями разбит газон. Постриженные определённым образом, липы обеспечивают видимость по диагонали, сообщает официальный сайт усадьбы Остафьево.

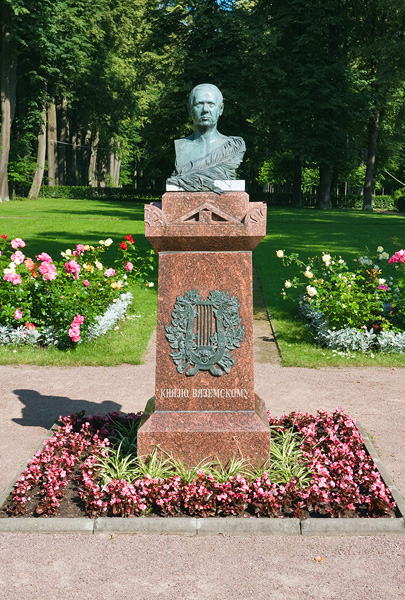
Памятник Петру Вяземскому, 1913 год
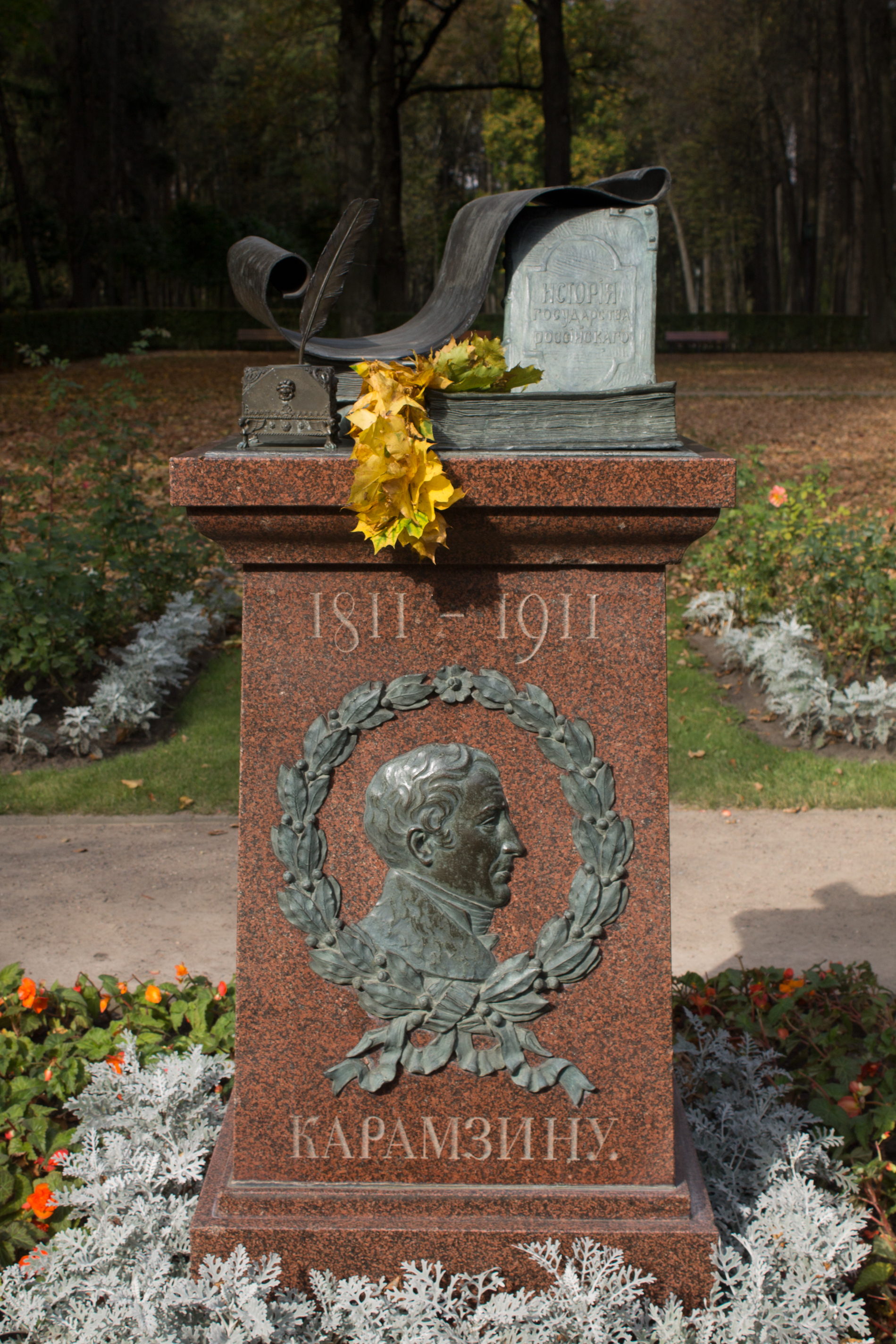
Памятник Карамзину, 1911 год
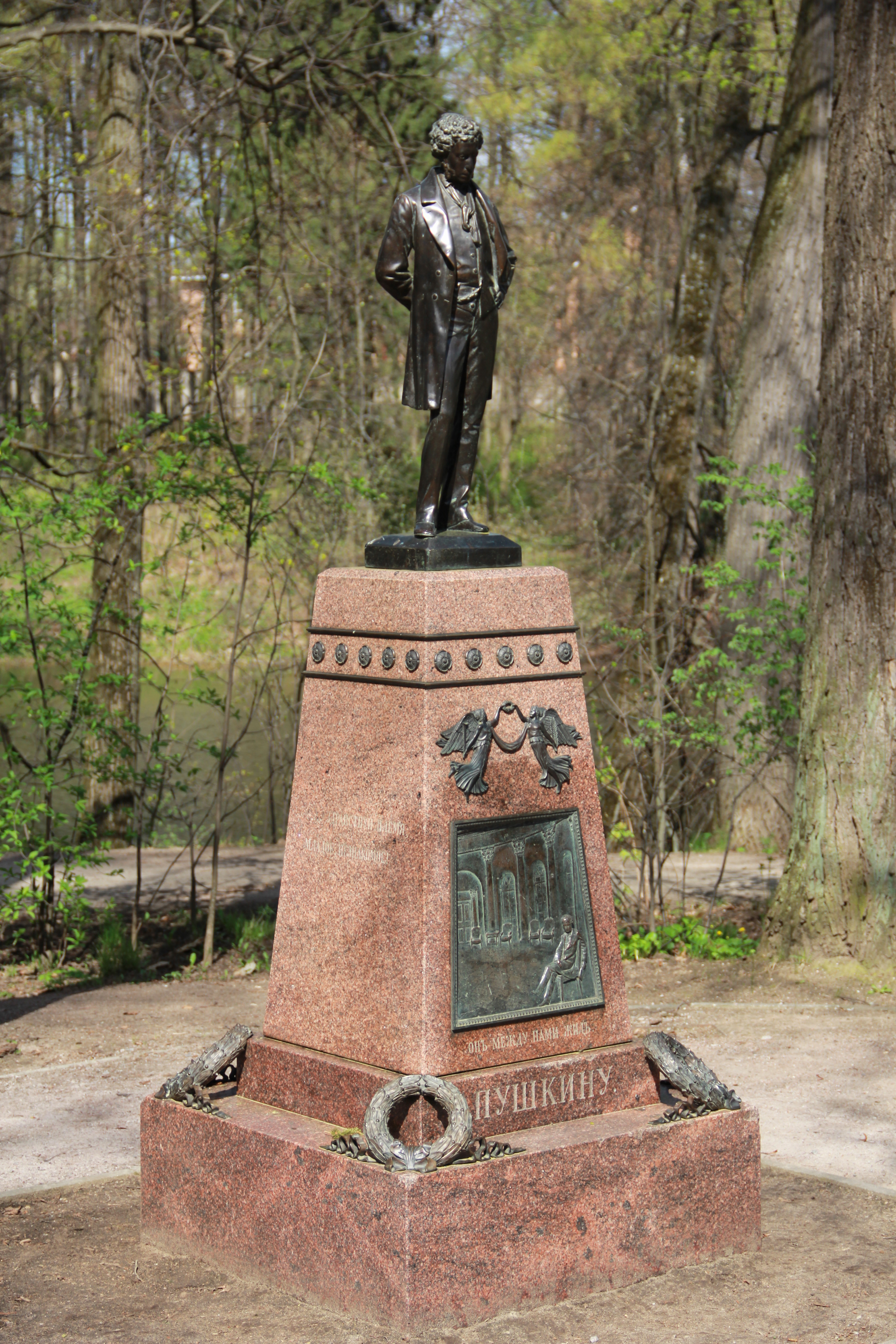
Памятник Пушкину, 1913 год
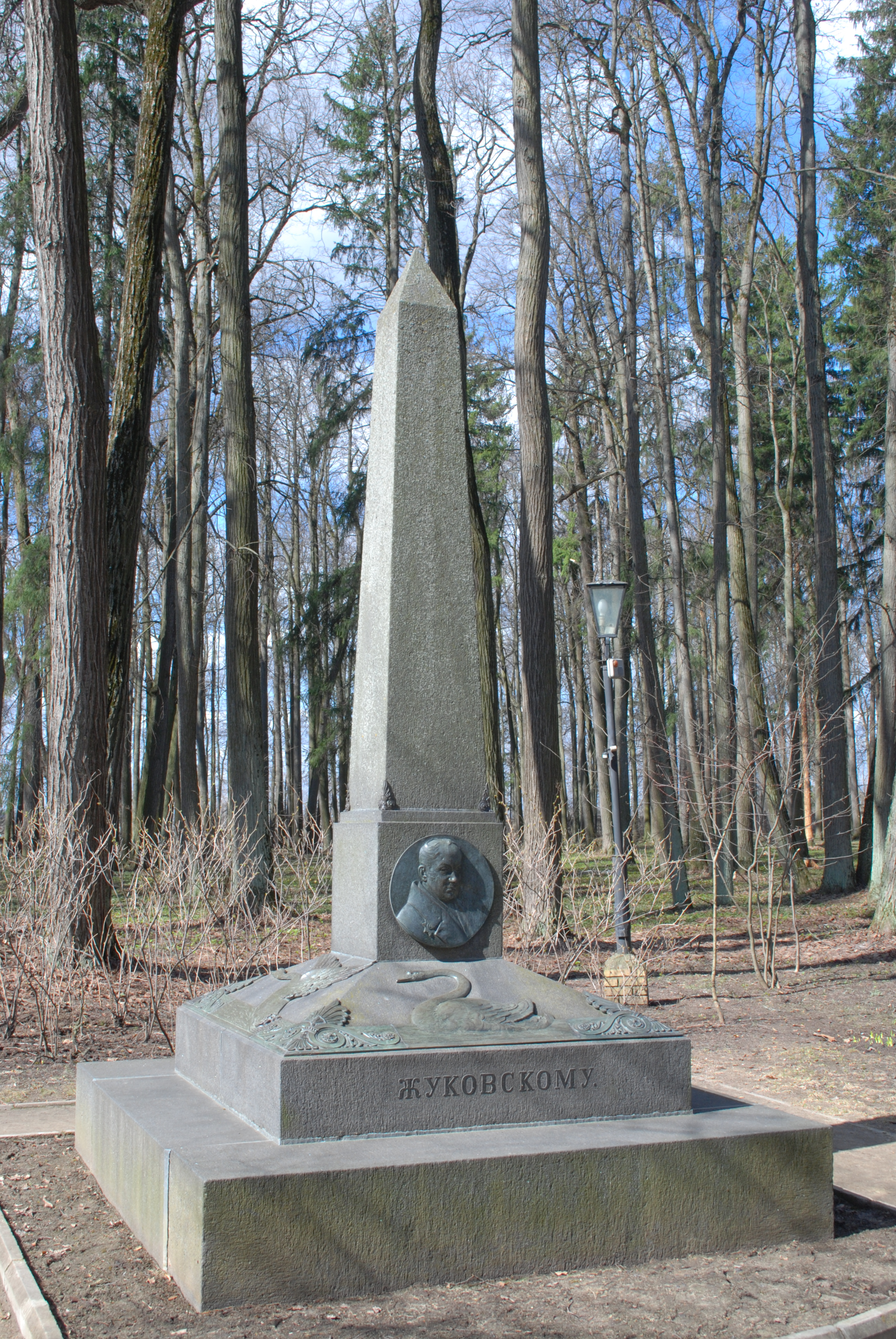
Памятник Жуковскому, 1913 год
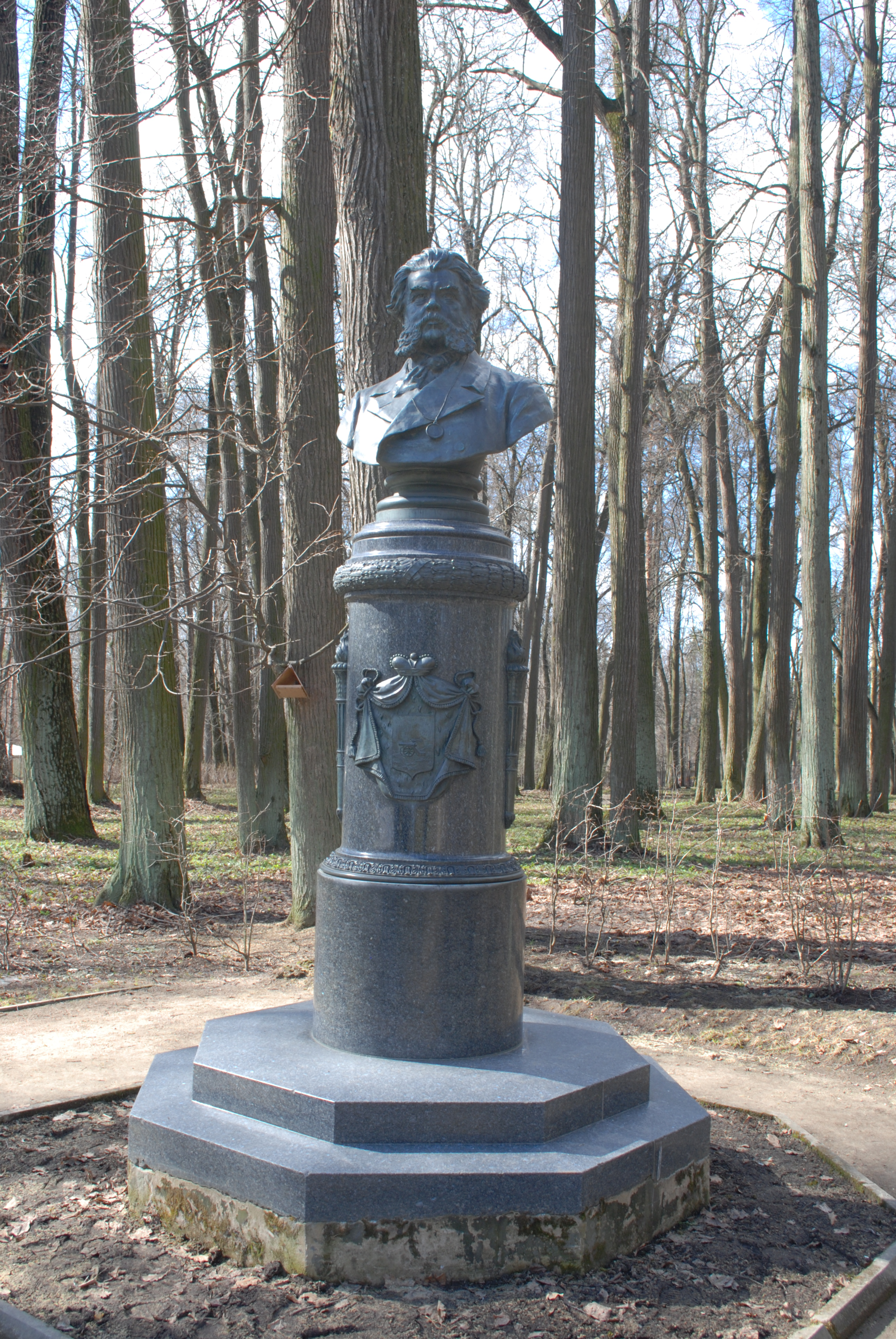
Памятник Павлу Вяземскому, 1916 год

## Реставрация и новые экспозиции

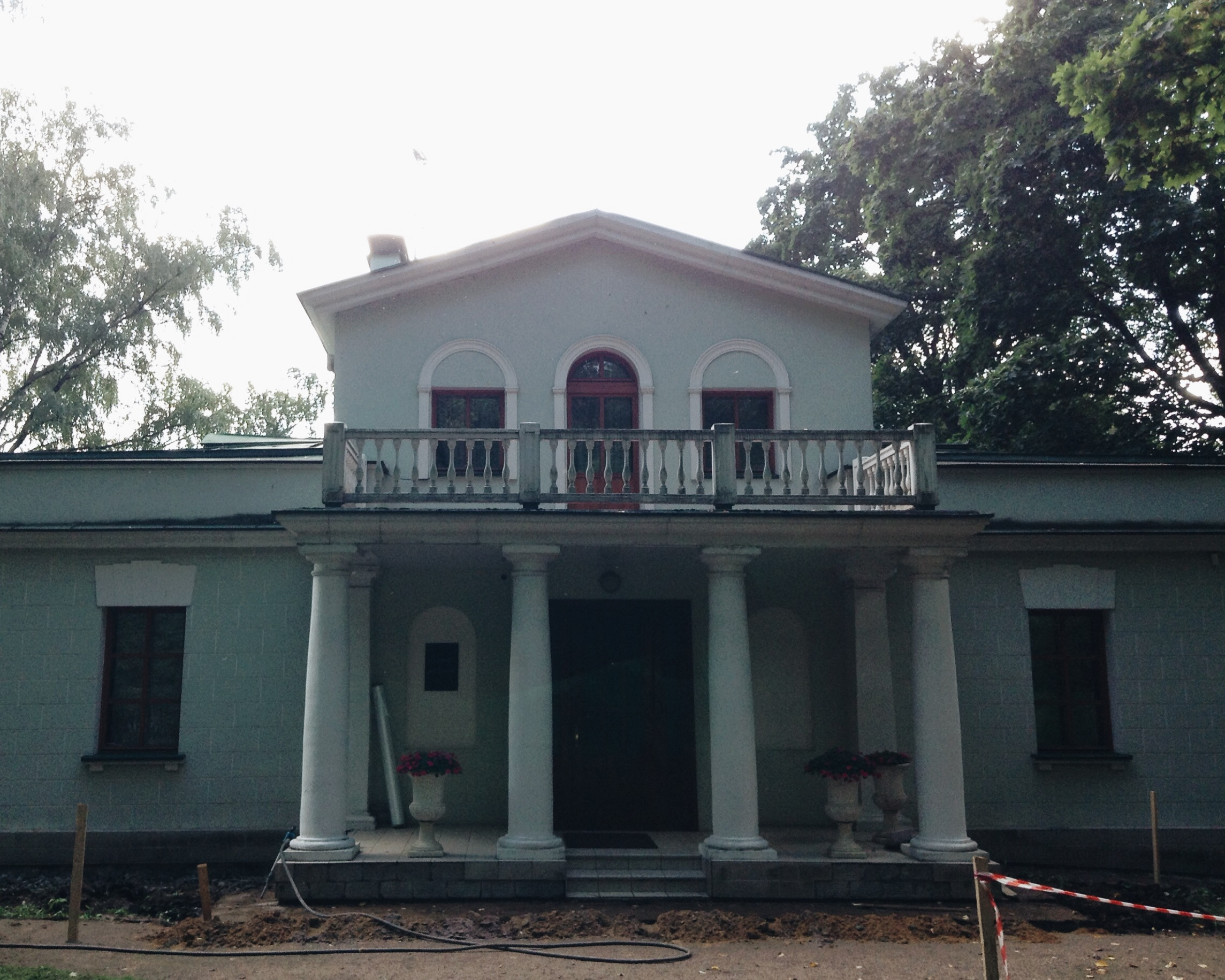
Кабинет Медали, 2014 год

В результате первого этапа реставрации, завершившегося в 2002 году, были восстановлены западный флигель и фондохранилище музея. В 2005 году отреставрировали восточный флигель и смотровую террасу. В 2006 году в музее открыли Кабинет медали, в котором собрано более двадцати тысяч медалей, медальонов, плакет от эпохи правления Петра Великого и до наших дней.
К 2016 году реставраторам удалось восстановить интерьеры усадьбы XIX века, какими они были при Вяземских: овальный зал, анфиладу дворцовых помещений, залы для приёма гостей, спальни, будуар. Были восстановлены изразцовые печи, фрагменты лепнины и росписи, открыты окна и дверные проёмы, заложенные в советское время. Также реконструировали земляную плотину на реке Любуче, построенную в середине XVIII века коллежским асессором Матвеевым недалеко от усадебного дома.
К 250-летию Карамзина в музее открылась постоянная экспозиция «Карамзин. Жизнь и труды», которая занимает 11 залов в западной анфиладе второго этажа. Кабинет писателя восстановлен по описанию Михаила Погодина, который приезжал в усадьбу в 1844 году: белые оштукатуренные стены, сосновый стол у окна, несколько козел с разложенными книгами. Единственный подлинный предмет в кабинете — конторка начала XIX века, переданная в музей Василием Павловичем Шереметевым в 1962 году.
Музей также является площадкой для музыкальных и литературных мероприятий. Ежегодно в Остафьево проходят пушкинские праздники, летний фестиваль «Музыка во дворцах и усадьбах», концерты и спектакли.
Музей широко известен как центр по изучению жизни и творческого наследия Н. М. Карамзина. Здесь проводятся международные Карамзинские конференции. С 2010 года в музее-усадьбе  ежегодно проходит День Карамзина с насыщенной программой, в которую включены: концерты, лекции, кинопоказы, интерактивные площадки, мастер-классы, ярмарка народных промыслов.